# Брадль, Штефан
Штефан Брадль (нем. Stefan Bradl; род. 29 ноября 1989, Аугсбург, ФРГ) — немецкий мотогонщик, участник чемпионата мира шоссейно-кольцевых мотогонок MotoGP. Чемпион мира в классе Moto2 (2011). Сын бывшего мотогонщика Гельмута Брадля. В сезоне 2016 выступает в классе MotoGP за команду «Aprilia Racing Team Gresini» под номером 6.

## Биография
Штефан начал профессиональную карьеру в 2005 году, приняв участие в трех гонках на мотоцикле KTM по wild card в классе 125cc, параллельно выступая в чемпионате Германии в том же классе. В следующем году, опять по wild card, провел девять гонок в классе 125cc, тоже на КТМ. Во время практики на Гран-При Малайзии попал в аварию.
В 2007 году ему предложили контракт с «Repsol Honda» для выступлений в классе 250cc, однако Штефан после пары тестов вынужден был сняться с соревнований из-за личных проблем. Позже он присоединился к команде «Blusens Aprilia» для выступлений в классе 125cc чемпионата Испании. Получил титул чемпиона, всего на пять очков опередив своего напарника по команде Скотта Реддинга. Позже провел со своей командой еще 9 гонок в чемпионате мира.
В 2008 году провел первый полноценный сезон в чемпионате мира MotoGP, выступая за немецкую команду «Grizzly Gas Kiefer Racing», где получил в свое распоряжение заводской мотоцикл Aprilia RSA 125. Одержал свою первую победу в Брно — на треке, на котором его отец победил в 1991 году. В сезоне выиграл еще одну гонку, в общем зачете заняв 4-е место.
В 2009 году команда изменила название на «Viessmann Kiefer Racing». Этот сезон был менее удачным, чем предыдущий. В итоге, ни разу не поднявшись на подиум, Брадль занял 10-е место.
В 2010 году Брадль вместе с командой перешел к вновь созданному класса Moto2, пересев на мотоцикл Suter. Одержав одну победу в сезоне на Гран-При Португалии, Брадль занял 9-е место.
В 2011 Штефан, выиграв четыре из первых шести гонок, занял позицию лидера чемпионата. В середине сезона лидерство перехватил Марк Маркес, который начал штамповать победы одну за другой. Казалось, что он и победит в чемпионате, однако, получив травму на Гран-При Малайзии за две гонки до конца чемпионата выбыл из борьбы. Это позволило Штефану впервые в карьере завоевать титул чемпиона мира. Сразу после получения чемпионского кубка Брадль заявил, что продолжит выступления в Moto2 вместе с командой, однако обещания не сдержал. Уже через день после получения золотой медали чемпиона мира он тестировал мотоцикл Honda RC213V, который ему предоставила команда Лучо Чеккинелло «LCR Honda». В тот же день он подписал контракт с командой для выступлений в «королевском» классе. При расторжении соглашения Штефана с «Kiefer Racing» Honda пришлось заплатить солидную сумму «отступных», более 350 тыс. €.
Дебютный сезон в классе MotoGP Брадль закончил на довольно высокой как для новичка 8-й позиции, за что получил награду «Новичок года» (англ. Rookie of the Year). Высшим достижением немца было 4-е место на Гран-При Италии.
В сезоне 2013 года Штефан продолжил выступать за команду Лучо Чеккинелло. Не имея возможности на равных конкурировать с 4-мя гонщиками заводских команд Honda и Yamaha, он с начала сезона стабильно занимал 4 -5 места, а на Гран-При США, при отсутствии Лоренсо и Педроси, смог впервые за время выступлений в классе MotoGP подняться на подиум, заняв 2-е место. На Гран-При Малайзии, во время свободной практики, попал в аварию, в которой сломал лодыжку. Пропустив две гонки, он по итогам сезона смог занять 7-е место в общем зачете.
В сезоне 2014 сотрудничество немца с командой продолжилась. В свое распоряжение он получил заводской мотоцикл Honda RC213V — такой же, как у действующего чемпиона серии Маркеса. Однако, за первую половину сезона (9 гонок), Брадль ни разу не смог подняться на подиум. Это разочаровало руководителей Honda Racing Corporation, поэтому они настояли, чтобы Лучо Чеккинелло нашел замену Штефану. Немец вынужден был искать новую команду, и 6 августа стало известно о его переходе на сезон 2015 в команду «Forward Racing».
Пересев на новый для себя мотоцикл Forward—Yamaha, Штефан в первых гонках сезона продемонстрировал различные результаты, лучшим из которых стало 8-е место на Гран-При Каталонии, однако в середине сезона, после Гран-При Германии, основатель и руководитель «Forward Racing» Джованни Куцари был арестован на 30 дней по подозрению во взяточничестве, уклонении от уплаты налогов, налоговом мошенничестве и отмывании денег. Сразу после этого спонсоры команды отказались от ее финансирования, что сделало невозможным ее дальнейшее участие в соревнованиях. Это дало основания Штефану разорвать свой контракт с «Forward Racing». Однако безработным он оставался недолго — уже через 4 дня он присоединился к заводской команды «Aprilia Racing Team Gresini», с которой заключил контракт на вторую половину сезона. На то время мотоцикл Aprilia RS-GP не мог на равных конкурировать с японскими моделями, поэтому Штефану в гонках пришлось бороться за попадание в зачетную зону. Набрав всего по итогам чемпионата 17 очков, немец занял 18-е место в общем зачете.
На сезон 2016 Брадль остался в команде «Aprilia Racing Team Gresini».